# InCites
InCites, bibliometrijsko oruđe tvrtke Clarivate Analytics. Njime se kvalitetno prati i analizira znanstvene produktivnosti na svim razinama znanstveno-istraživačke djelatnosti, od ustanove do pojedinih znanstvenika i istraživača, časopisa, znanstvenog područja/discipline te omogućava usporedbu s inim znanstvenim organizacijama na nacionalnoj i međunarodnoj razini. Korisnik se registrira i unese korisničke podatke, nakon čega je InCites dostupan kao integrirana platforma u okviru Web of Sciencea.

## Vanjske poveznice
- Clarivate Analitics (engleski)
- Web of Science (engleski)